# Josep Fornés i Garcia
Josep Fornés i Garcia (Barcelona, 3 de gener de 1957), conegut també com a Pep Fornés, diplomat en Magisteri, llicenciat en Antropologia Social i Cultural i Master en Gestió Cultural per la Universitat de Barcelona, el que li ha permés ser mestre, antropòleg, museòleg i escriptor català, gestor cultural i ex-director del Museu Etnològic i de Cultures del Món de Barcelona. El seu activisme cultural li va valdre el Premi Vila de Gràcia de Valors Cívics (2017) i a una Menció Especial dels Premis Ciutat de Barcelona (2020).
Com a mestre va exercir a l'Escola Municipal Tramuntana (1983-1985) i va ser vocal d'Ensenyament de l'Associció Veïns Vila de Gràcia.
Responsable de Cultura i Centres Cívics de Barcelona i director del Centre Artesà Tradicionàrius de Gràcia (1985-1993) qui, amb en Jordi Fàbregas, va crear el Festival de Música Popular Tradicionàrius. Posteriorment fou responsable tècnic de Cultura, Centres Cívics, Arxius i Biblioteques del Districte de Gràcia (1993-1998) des d'on passà a ser Tècnic en Gestió Cultural i Patrimonial de l'Institut de Cultura de Barcelona (1998-2002) on participa en l'organització de La Mercè, el Carnaval de Barcelona, la Festa Europea de la Música, les Festes de Santa Eulàlia i la Cavalcada de Reis de Barcelona.
Del 2003 al 2008 va ser director de programes del Museu Etnològic de Barcelona, per passar posteriorment a director i responsable de la fusió del Museu Etnològic i de Cultures del Món a partir del Museu Etnològic de Barcelona i el Museu de Cultures del Món, fins al 2020, que es jubilà.

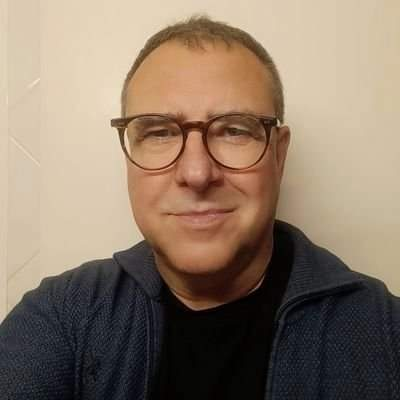
Josep Fornés i Garcia

Com a activista cultural, més enllà dels càrrec oficials, des del 1979 ha participat, dintre l'àmbit de la Cultura Popular i Tradicional catalana, en la creació dels Equips de Treball de Cultura Popular de Gràcia, embrió de la Coordinadora de Colles de Cultura Popular de Gràcia, en l'Escola de Gralles i Timbals de Gràcia, Colla Vella de Diables de Gràcia, la Diàbolica de Gràcia, Gegants de Gràcia, Grallers de Gràcia, Bastoners de Gràcia, Drac de Gràcia, Associació Catifaires de Gràcia... A més fou un dels organitzadors amb en Antoni Torrens i Gost va crear (1992) els Foguerons de Sant Antoni de sa Pobla a Gràcia.
Aquesta dilatada vida professional i activista l'ha portat a ser un assidu conferenciant arreu del món (Colòmbia, Mèxic, França, Síria, Marroc, Espanya...) i articulista a més d'autor de diversos llibres, tant especialitzats en antropologia com literaris. Entre ells destaquen:
- Entre el Poder i la Màscara, etnohistòria del Carnaval de Barcelona (2008) Direcció General de Cultura Popular i Associacionisme del Departament de Cultura de la Generalitat de Catalunya
- Etnològic BCN (2017) Museu Etnològic i de Cultures del Món
- L’Etern Efímer, Gràcia 200 anys de festa (2017) Ajuntament de Barcelona, Districte de Gràcia
- El Tió de Nadal, orígens i tradició (2020) Farell Editors
- Festa Major de la Vila de Gràcia, la memòria compartida (2021) https://www.revistarambla.com/, Barcelona
- Contes cabrons (2022) https://www.revistarambla.com/, Barcelona
- Poemes de clam i de festa (2022) https://www.revistarambla.com/, Barcelona